# 亡命天涯 (美国电视剧)
亡命天涯（Traveler）是一部2007年5月由美国华纳兄弟电视公司制作、由ABC电视台首播的犯罪和悬疑题材的电视剧。

## 片名
- 英文片名Traveler直译即为“旅行者”。Traveler还是片中人物威尔·特拉沃勒（Will Traveler）的姓氏。
- 本片的中文译名有“黑锅”、“逃亡之旅”、“致命旅行”等,香港亞視譯名為絕密謎途。

## 剧情简介
刚刚从耶鲁大学法学院毕业的杰和商学院毕业的泰勒无端卷入了纽约德莱克斯勒博物馆的爆炸案中，成为恐怖分子嫌疑人而被警方通缉。两人意识到他们过去念研究生的两年间的室友兼死党威尔可能是个真刀真枪的恐怖分子，并设计陷害了他们。当他们翻阅相簿想要找寻威尔留下的蛛丝马迹的时候，却发现威尔连一张正面的照片都没有留下，警察局数据库里也没有这个名字……

## 制作
- 本片的第一集曾于2006年在网上流传。
- ABC电视台原本向制作公司预订了13集，而后又于2006年10月改为仅预订8集。

## 演员表
| 演员                       | 角色                                                 |
| -------------------------- | ---------------------------------------------------- |
| 马修·鲍默（Matthew Bomer） | 杰·波切尔（Jay Burchell），耶鲁法学院毕业生          |
| Logan Marshall-Green       | 泰勒·福格（Tyler Fog），耶鲁商学院毕业生             |
| Aaron Stanford             | 威尔·特拉沃勒（Will Traveler），突然消失的“恐怖分子” |
| Viola Davis                | 简·马尔罗（Jan Marlow），女警探                      |
| Steven Culp                | 弗雷德·钱伯斯（Fred Chambers），探长                 |
| Anthony Ruivivar           | 警探Borjes                                           |
| Pascale Hutton             | 金·道尔提（Kim Doherty），杰的女朋友                 |
| William Sadler             | 卡尔顿·福格（Carlton Fog），泰勒的父亲，富商         |